# TPC Deere Run
De TPC Deere Run is een golfclub in de Verenigde Staten, dat tevens deel uitmaakt van de Tournament Players Club, en werd opgericht in 2010. De club bevindt zich in Silvis, Illinois en beschikt over een 18-holes golfbaan met een par van 71. De golfbaan werd ontworpen door de golfbaanarchitect D. A. Weibring.

## Golftoernooien
Voor het golftoernooi is de lengte van de baan voor de heren 6636 m met een par van 71. De course rating is 75,8 en de slope rating is 144.
- John Deere Classic: 2010-heden[1]